# 太田豊彦
太田 豊彦（おおたとよひこ、1957年5月31日 - ）は、東京都出身のバレーボール指導者である。明海大学女子バレーボール部監督。共栄学園高校の監督として春高バレー2度の優勝、インターハイでも優勝2回に導いた経験もある。

## 略歴
- 1980年3月 日本体育大学卒業。
- 1980年4月 共栄学園高等学校に奉職。バレーボール部顧問として、10年間コーチを務める。
- 1987年 東京都高体連バレーボール専門部女子指導普及委員。
- 1996年 18年 全国高体連バレーボール専門部女子強化委員。
- 1997年 全日本高校選抜バレーボールチーム監督・コーチとして11回海外遠征へ派遣。
- 1998年 U-18・U-20日本代表チームコーチとしてアジア選手権大会に5回派遣。U-20日本代表チームコーチとして世界選手権（99年カナダ第6位）へ派遣。
- 2004年 U-20日本代表チームコーチとしてドミニカ共和国遠征に派遣。アテネオリンピック視察（8月）
- 2007年（公財）日本バレーボール協会女子強化委員会委員に就任。
- 2008年 文部科学大臣より優秀教員として表彰。
- 2009年 （公財）日本バレーボール協会女子強化委員会副委員長に就任。
  - U-20日本代表チーム監督としてメキシコ世界選手権大会へ出場予定であったが、新型インフルエンザがメキシコにて発生したため、出場辞退した。
  - 全日本チーム監督として東アジア大会（香港）に出場 第2位
- 2010年 U-18・U-20日本代表チームコーディネーターに就任。
  - 日韓中ジュニア交流大会に参加 3回
  - U-17日本代表チームマネージャーとしてアジア選手権大会に参加 3回（3回とも優勝7連覇中）
  - U-18日本代表チーム、チームマネージャーとして世界選手権に参加 2回（ペルー9位・アルゼンチン5位）
- 2019年4月より明海大学女子バレーボール部の監督に就任[1]。
- 2024年5月、春季関東大学バレーボールリーグ入替戦で松陰大学に勝利し、1部昇格を果たした[2][3]。

## 共栄学園高等学校女子バレーボール部における戦績
- 春高バレー - 出場26回、優勝2回、準優勝1回、第3位8回
- インターハイ - 出場22回、優勝2回、準優勝3回、第3位2回
- 国民体育大会 - 出場5回、第3位1回
- 関東大会 - 出場59回（58年連続出場中）、優勝8回
- 国民体育大会東京選抜チーム - 監督として3回出場、優勝2回、第3位1回

## 人物
選手としての経験は日本体育大学まで。先輩には森田淳悟がいる。後輩には山本健之、川合俊一、山本隆弘（パナソニックパンサーズ）、齋藤信治、米山裕太（東レアローズ静岡）などがいる。
共栄学園高校での監督時代にはフジテレビのFNS春高バレーコーチングキャラバンの企画で後輩の川合を臨時コーチとして招聘したことがある。